# Pro Evolution Soccer 2009
Pro Evolution Soccer 2009 (сокращенно PES 2009) — футбольная видеоигра. Разработчиком и издателем PES 2009 является Konami. Игра вышла в 2008 году для таких платформ как Playstation 3, Xbox 360, Microsoft Windows, Wii, Playstation Portable, Mobile.
Первая лицензированная игра Лиги Чемпионов УЕФА.

Скриншот геймплея

## Геймплей
В Pro Evolution Soccer 2009 геймплей по сравнению с предыдущими частями игры претерпел изменение. Разработчики добавили ключевые дополнения в систему Teamvision, тактика меняется в зависимости от ситуации. Стратегии, которые можно использовать в Master League и Лиге. Ещё одним новым дополнением является корректировка, с новыми расчетами сопротивления воздуха для траектории мяча. Есть также новые дополнения в физике мяча. Подкрутки выглядят реалистичнее и эффектнее и отскоки мяча игроки используют более бережно. PES 2009 также имеет новый режим игры под названием «Стань легендой», так же, как «Be A Pro» из серии FIFA EA Sports. Этот режим был первоначально только в японской версии по имени Fantasista, он был выпущен в качестве специального издания для J-League Winning Eleven 2007 — клубного чемпионата.

## Обложки
На всех обложках и для разных регионов присутствует Лионель Месси. Он заключил контракт с Konami на несколько лет.

## Критика
| Сводный рейтинг    | Сводный рейтинг | Сводный рейтинг | Сводный рейтинг         | Сводный рейтинг | Сводный рейтинг | Сводный рейтинг         |
| Издание            | Оценка          | Оценка          | Оценка                  | Оценка          | Оценка          | Оценка                  |
| Издание            | PC              | PS2             | PS3                     | PSP             | Wii             | Xbox 360                |
| ------------------ | --------------- | --------------- | ----------------------- | --------------- | --------------- | ----------------------- |
| GameRankings       | 76,62 %         | 68,67 %         | 77,27 %                 | 77,20 %         | 85,46 %         | 73,54 %                 |
| Metacritic         | 79/100          | 72/100          | 77/100                  | 75/100          | 84/100          | 74/100                  |
| Иноязычные издания |                 |                 |                         |                 |                 |                         |
| Издание            | Оценка          | Оценка          | Оценка                  | Оценка          | Оценка          | Оценка                  |
| Издание            | PC              | PS2             | PS3                     | PSP             | Wii             | Xbox 360                |
| Eurogamer          | N/A             | N/A             | N/A                     | N/A             | 8/10            | 7/10                    |
| Famitsu            | N/A             | N/A             | N/A                     | 31/40           | N/A             | N/A                     |
| Game Informer      | N/A             | N/A             | 8,5/10                  | N/A             | N/A             | 8,5/10                  |
| GamePro            | N/A             | N/A             | N/A                     | N/A             | 4/5             | N/A                     |
| GameRevolution     | N/A             | N/A             | C+                      | N/A             | N/A             | N/A                     |
| GameSpot           | N/A             | N/A             | 7/10                    | 6,5/10          | 8/10            | 7/10                    |
| GameTrailers       | N/A             | N/A             | 7,6/10                  | N/A             | 9/10            | 7,6/10                  |
| GameZone           | N/A             | N/A             | N/A                     | N/A             | N/A             | 7/10                    |
| IGN                | N/A             | 6,8/10          | (UK) 8,5/10 (US) 7,2/10 | 7/10            | 8,5/10          | (UK) 8,5/10 (US) 7,2/10 |
| OXM                | N/A             | N/A             | N/A                     | N/A             | N/A             | 6/10                    |
| PC Gamer (UK)      | 87 %            | N/A             | N/A                     | N/A             | N/A             | N/A                     |
| 411Mania           | N/A             | N/A             | N/A                     | N/A             | 8/10            | N/A                     |

Игра получила положительные отзывы. Удостоилась похвалы версия для Nintendo Wii.